# Triberger Galgen

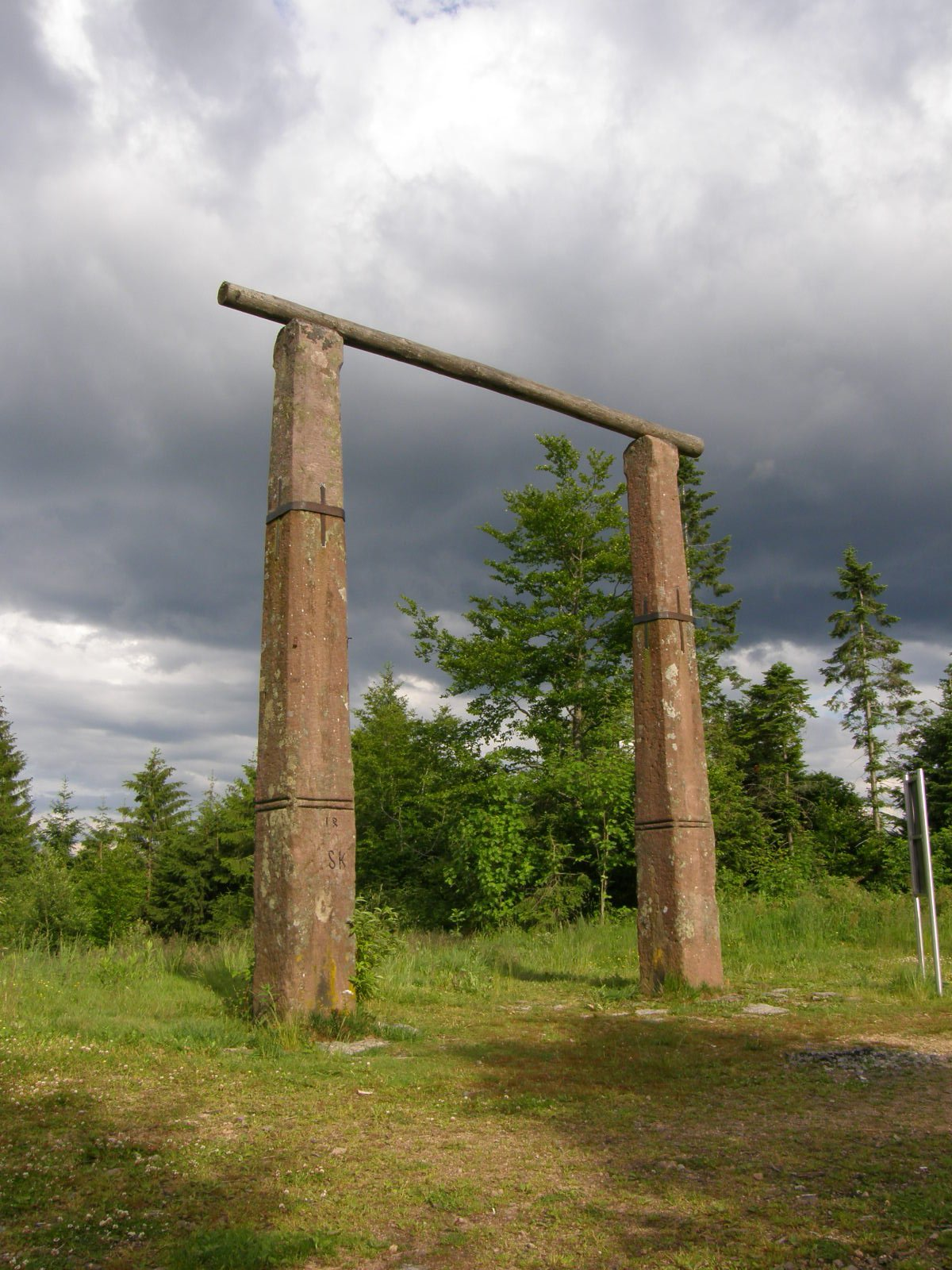
Triberger Galgen

Der Triberger Galgen, auf der Anhöhe Hochgericht (1020,6 m ü. NHN) an der Kreisstraße K 5728 Schönwald–Villingen gelegen, ist ein zweischläfriger Galgen im Schwarzwald-Baar-Kreis in Baden-Württemberg. 
Am jetzigen Standort des Hochgerichts wurde erstmals auf einer Karte des Benediktinerklosters St. Georgen vom Ende des 16. Jahrhunderts ein Galgen dargestellt. Die Rottweiler Pürschgerichtskarte von David Rötlin zeigt an derselben Stelle zwei hölzerne Galgen. Die heute noch vorhandene steinerne Anlage ersetzte im Jahr 1721 die hölzernen Vorgängerbauten. Als Zeichen der Gerichtsbarkeit der vorderösterreichischen Obervogtei Triberg war die Richtstätte weithin sichtbar. Bis in das Jahr 1779 sind 15 Hinrichtungen überliefert, davon zwölf wegen Hexerei.
Der Galgen besteht aus zwei mit Eisenbändern verstärkten Sandsteinpfeilern, die durch einen nachträglich ergänzten hölzernen Querbalken verbunden werden. Der südöstliche Pfeiler trägt die Jahreszahl 1721, der andere zwei Initialen, bei denen es sich wohl um Steinmetzzeichen handelt.
Am Galgen vorbei verläuft der Mittelweg, der von Pforzheim nach Waldshut führt.